# Берёзовка (Московская область)
Берёзовка — хутор в Новопетровском сельском поселении Истринского района Московской области. Население — 8 чел. (2010), зарегистрировано 1 садовое товарищество.
Находится примерно в 34 км на запад от Истры, высота над уровнем моря 261 м. Ближайшие населённые пункты севернее — Шапково и Лесодолгоруково, там же ближайшая железнодорожная станция — Лесодолгоруково.

## Население
| 2002 | 2006 | 2010 |
| ---- | ---- | ---- |
| 1    | ↗3   | ↗8   |